# Козырев, Сергей Михайлович
Сергей Михайлович Козырев (22 сентября 1900 года, село Раменье — 29 сентября 1974 года) — генерал-майор авиации, начальник штаба 11-й воздушной армии и 18-го авиационного корпуса

## Биография
Родился 22 сентября 1900 года в селе Раменье Ярославской губернии.
В РККА с июня 1919 года. Участник Гражданской и советско-польской войн. В 1936—1940 годах служил на штабных должностях в ВВС Забайкальского ВО.
23 апреля 1940 года назначен начальником Забайкальской школы пилотов в городе Улан-Удэ. В период его командования школой было подготовлено 250 лётчиков-истребителей.
15 августа 1941 года назначен начальником оперативного отдела штаба ВВС Забайкальского фронта. 31 декабря 1941 года назначен начальником штаба ВВС 17-й армии. После расформирования штаба ВВС армии, назначен 1 августа 1942 года начальником штаба 246-й истребительной авиационной дивизии. 25 июня 1943 года полковник Козырев назначен заместителем начальника штаба 12-й воздушной армии. Временно исполнял обязанности начальника штаба армии и «за систематическую, хорошую оперативно-тактическую подготовку штабов и частей ВА, за подготовку и отправку в действующую армию лётного состава» награжден орденом Красной Звезды.
23 июля 1944 года назначен начальником штаба 11-й воздушной армии. После расформирования управления армии, назначен 20 декабря 1944 года начальником штаба 18-го авиационного корпуса. «За долголетнюю и безупречную службу в Красной армии» награжден орденами Ленина и Красного Знамени.
Руководил работой штаба корпуса во время проведения Южно-Сахалинской, Сунгарийской и Маньчжурской наступательных операций и «за образцовое выполнение боевых заданий командования на фронте борьбы с японскими милитариставми» награжден вторым орденом Красного Знамени.
6 ноября 1947 года за выслугу лет награжден третьим орденом Красного Знамени.
В 1955 году генерал-майор авиации Козырев уволен в запас.